# Мейвор Мур, Дора
Дора Мейвор Мур (8 апреля 1888 — 15 мая 1979) — канадская актриса, преподаватель и режиссёр. Является основательницей профессионального канадского театра.

## Биография
Родилась в Глазго, Шотландия, переехала вместе со своей семьей в Торонто в 1894 году, когда её отец, Джеймс Мейвор стал преподавать политическую экономию в Университете Торонто.
В 1915 году она вышла замуж за Фрэнсиса Мура, армейского капеллана, но рассталась с ним в 1928. У Доры Мейвор Мур родилось трое сыновей: Фрэнсис Уилфрид Мейвор Мур, Джеймс Мейвор Мур (впоследствии известный актёр Мейвор Мур) и Питер Мейвор Мур. Она также была первой канадкой, принятой в лондонскую Королевскую академию драматического искусства (закончила её в 1912 году).
В 1938 году Дора Мейвор помогла организовать любительский театр «Village Players», ставивший пьесы Шекспира в средних школах провинции Онтарио. После Второй мировой войны, в 1946 году, она помогла основать New Play Society, ставшее первой профессиональной театральной компанией в Торонто после войны.
В 1947 году компания представила свой первый канадский спектакль — The Man in the Blue Moon Листера Синклера. Общество содействовало созданию Стратсфордского шекспировского фестиваля в Канаде.
В 1970 году Дора Мейвор Мур была удостоена звания офицера ордена Канады «за свой вклад в развитие театра в Канаде».

## Наследие
В часть Доры Мейвор Мур названа награда Dora Mavor Moore Award, также известная как Dora Award.